# Monarchia ludowa
Monarchia ludowa (narodowa) – monarchiczny system rządów, w którym tytuł monarchy odnosi się do nazwy ludu bądź narodu, a nie do terytorium którym włada. System ten często używany był w niektórych państwach (np. Szkocji) w średniowieczu, a także w XIX oraz XX wieku, co związane było z przypadającą na ten okres rewolucją populistyczną. Obecnie w Europie taka forma tytułowania monarchów występuje jedynie w Belgii.

## Przykłady
| Kraj                      | Tytuł                              | Uwagi |
| ------------------------- | ---------------------------------- | --- |
| Święte Cesarstwo Rzymskie | Król Rzymian                       | Jeden z tytułów używanych od XI wieku przez cesarza elekta przed koronacją. W czasach panowania Habsburgów używany również przez desygnowanych następców.                         |
| Cesarstwo Bizantyńskie    | Cesarz Rzymian                     | Βασιλεύς Ῥωμαίων w języku greckim. Tytuł używany najpóźniej od czasów cesarza Maurycjusza.                                                                                        |
| Królestwo Chorwacji       | Król Chorwatów                     | Kralj Hrvata w języku chorwackim, Rex Chroatorum w łacinie. Później rozszerzony: Król Chorwatów i Dalmatyńczyków (Kralj Hrvata i Dalmatinaca, Rex Chroatorum Dalmatarumque).      |
| Królestwo Francji         | Król Francuzów                     | Forma ta używana była przez Ludwika XVI od 1791 to 1792, oraz przez Ludwika Filipa I od 1830 do 1848.                                                                             |
| Cesarstwo Francuskie      | Cesarz Francuzów                   | Używane przez Napoleona I, Napoleona II (jednakże krótko i uroczyście), oraz Napoleona III podczas ich panowania                                                                  |
| Królestwo Belgii          | Król Belgów                        | Tytuł używany od konstytucyjnego zaprzysiężenia króla Leopolda I Koburga w 1831 do dzisiaj.                                                                                       |
| Królestwo Grecji          | Król Hellenów                      | Tytuł używany od 1863 do 1967. |
| Królestwo Jugosławii      | Król Serbów, Chorwatów i Słoweńców | Tytuł używany od 1918 do 1929, kiedy to został zmieniony na Król Jugosławii |
| Królestwo Albanii         | Król Albańczyków                   | Tytuł używany przez Zoga I, jedynego króla Albanii, od 1928 do 1943. |
| Królestwo Rumunii         | Król Rumunów                       | Tytuł używany od 1881 do 1947. |
| Królestwo Szkocji         | Król Szkotów                       | Tytuł ten używany jest jedynie w Szkocji, po tym jak Jakub VI Stuart odziedziczył tron Anglii i ogłosił się królem Wielkiej Brytanii. Osobny tron Szkocji zniósł akt unii z 1707. |